# Alfred Esmatges Yuste
Alfred Esmatges Yuste (Barcelona, 18 de desembre de 1932) va ser un ciclista català que fou professional entre 1955 i 1961. Abans, com a amateur, havia aconseguit unes 50 victòries. Com a professional el seu èxit més destacat fou la victòria en una etapa de la Volta a Catalunya de 1955. També disputà proves en pista, en l'especialitat de Madison.
En retirar-se del ciclisme actiu va continuar vinculat a aquest esport. Durant 10 anys (1962 a 1972) va formar part de la comissió tècnica de la Federació Catalana de Ciclisme i entre 1978 i 1982 en fou el president. El 1985 va ser un dels instructors al primer curs de l'Escola Catalana de Ciclisme. Va ser objecte d'un homenatge popular en la 9a. Marxa Terra de l'Aigua de Riells i Viabrea, el 2012; i la Federació el distingí el 2014, en el 30è aniversari de l'escola de ciclisme del Velòdrom d'Horta que ell contribuí a fundar.

## Palmarès
- 1955
  - Vencedor d'una etapa a la Volta a Catalunya
- 1956
  - Vencedor d'una etapa a la Volta a Llevant
- 1959
  - 1r a Lleida
- 1960
  - Vencedor d'una etapa a la Volta a Llevant